# Tikaodacris callosa
Tikaodacris callosa är en insektsart som beskrevs av Marius Descamps 1983. Tikaodacris callosa ingår i släktet Tikaodacris och familjen Romaleidae. Inga underarter finns listade i Catalogue of Life.